# リアシヌ・カダムロ
リアシヌ・カダムロ＝ベンタイーバ（Liassine Cadamuro-Bentaïba、1988年3月5日 - ）は、フランス・トゥールーズ出身の同国代表サッカー選手。ポジションは、ディフェンダー。

## 経歴
2012年1月7日、CAオサスナ戦でアルジェリア代表のヴァイッド・ハリルホジッチ監督がカダムロをチェックするためスタンドで観戦したと報じられた。またカダムロ自身はインタビューでフランス・イタリアではなくアルジェリアの代表を選ぶ意志があると語っていた。
2012年2月10日、レアル・ソシエダの公式ホームページでアフリカネイションズカップ2013予選・ガンビア戦を控えるアルジェリア代表のメンバーに選ばれたことが発表された。29日に行われた同試合でスタメン出場し、初キャップを記録。試合には2-1で勝った。
2014 FIFAワールドカップのメンバー23名の一人に選ばれた。ロシア戦では出場しなかったものの、フィールドにボールを蹴り入れる遅延行為を行ったとしてイエローカードを提示されている。
2015年1月11日に行われたチュニジアとの親善試合で代表初ゴールを挙げた。

## 代表歴

### 出場大会
- アルジェリア代表
  - 2014 FIFAワールドカップ

### 試合数
- 国際Aマッチ 15試合 1得点（2012年-2017年）[8]

| アルジェリア代表 | 国際Aマッチ | 国際Aマッチ |
| 年               | 出場        | 得点        |
| ---------------- | ----------- | ----------- |
| 2012             | 3           | 0           |
| 2013             | 2           | 0           |
| 2014             | 3           | 0           |
| 2015             | 1           | 1           |
| 2016             | 2           | 0           |
| 2017             | 4           | 0           |
| 通算             | 15          | 1           |

### 得点
| No | 開催日        | 会場   | 対戦国     | スコア | 結果 | 試合概要 |
| -- | ------------- | ------ | ---------- | ------ | ---- | -------- |
| 1. | 2015年1月11日 | ラデス | チュニジア | 1–0    | 1–1  | 親善試合 |

## 人物
父親はイタリア人、母親はティパザ県出身のアルジェリア人である。2016年6月、サッカー選手のルイザ・ネシブと結婚した。